# Красный Токай
Красный Токай — упразднённый посёлок в Токарёвском районе Тамбовской области России. На момент упразднения входил в состав Полетаевского сельсовета.

## География
Урочище находится в юго-западной части Тамбовской области, в лесостепной зоне, в пределах Окско-Донской низменной равнины, на правом берегу реки Токай, на расстоянии примерно 28 километров (по прямой) к юго-западу от Токарёвки, административного центра района. Абсолютная высота — 144 метра над уровнем моря.

### Климат
Климат умеренно континентальный, относительно сухой, с холодной продолжительной зимой и тёплым летом. Средняя температура воздуха самого холодного месяца (января) — −11,5 — −10,5 °C (абсолютный минимум — −39 °C); самого тёплого месяца (июля) — 19,5 — 20,5 °C (абсолютный максимум — 40 °С). Продолжительность периода с положительной температурой выше 10 °C колеблется от 141 до 154 дней. Среднегодовое количество атмосферных осадков составляет 450—470 мм, из которых большая часть выпадает в тёплый период. Снежный покров держится в течение 135 дней.

## История
Исключён из учётных данных в октябре 2017 года, как фактически прекративший своё существование.

## Население
| 2010 |
| ---- |
| 0    |

### Национальный состав
Согласно результатам переписи 2002 года, в национальной структуре населения русские составляли 100 % из 6 чел.